# Новино (Собинский район)
Новино — деревня в Собинском районе Владимирской области России, входит в состав Рождественского сельского поселения.

## География
Деревня расположена в 3 км на юго-восток от центра поселения села Рождествено и в 26 км на север от райцентра города Собинка.

## История
В конце XIX — начале XX века деревня входила в состав Ставровской волости Владимирского уезда. В 1859 году в деревне числилось 24 двора, в 1905 году — 35 дворов, в 1926 году — 25 хозяйств.
С 1929 года деревня входила в состав Рождественского сельсовета Ставровского района, с 1932 года — в составе Собинского района, с 1945 года — в составе Ставровского района, с 1965 года — в Собинском районе, с 2005 года — в составе Рождественского сельского поселения.

## Население
| 1859 | 1905 | 1926 | 2002 | 2010 | 2021 |
| ---- | ---- | ---- | ---- | ---- | ---- |
| 180  | ↗240 | ↘110 | ↘4   | ↘0   | →0   |